# Geranomyia synaporosa
Geranomyia synaporosa är en tvåvingeart som beskrevs av Paul Gustav Eduard Speiser 1913.
Geranomyia synaporosa ingår i släktet Geranomyia och familjen småharkrankar. Artens utbredningsområde är Kamerun. Inga underarter finns listade i Catalogue of Life.